# میسون ترافورد
میسون ترافورد (انگلیسی: Mason Trafford؛ زادهٔ ۲۱ اوت ۱۹۸۶) یک بازیکن فوتبال است.
وی همچنین در تیم ملی فوتبال کانادا بازی کرده است.